# Anomala nainitalii
Anomala nainitalii är en skalbaggsart som beskrevs av Shah 1983. Anomala nainitalii ingår i släktet Anomala och familjen Rutelidae. Inga underarter finns listade i Catalogue of Life.